# Duguetia macrophylla
Duguetia macrophylla är en kirimojaväxtart som beskrevs av Robert Elias Fries. Duguetia macrophylla ingår i släktet Duguetia och familjen kirimojaväxter. Inga underarter finns listade i Catalogue of Life.